# Elton John's Greatest Hits Volume II
Elton John's Greatest Hits Volume II är det andra samlingsalbumet av Elton John, utgivet den 13 september 1977.

## Låtlista
Alla låtar är skrivna av Elton John och Bernie Taupin om inget annat anges.
Internationell version
| Nr  | Titel                                       | Kompositör                                 | Album                                       | Längd |
| --- | ------------------------------------------- | ------------------------------------------ | ------------------------------------------- | ----- |
| 1.  | The Bitch Is Back                           |                                            | Caribou                                     | 3:39  |
| 2.  | Lucy in the Sky with Diamonds               | John Lennon, Paul McCartney                |                                             | 5:58  |
| 3.  | Sorry Seems to Be the Hardest Word          |                                            | Blue Moves                                  | 3:43  |
| 4.  | Don't Go Breaking My Heart (feat. Kiki Dee) | Ann Orson, Carte Blanche                   |                                             | 4:23  |
| 5.  | Someone Saved My Life Tonight               |                                            | Captain Fantastic and the Brown Dirt Cowboy | 6:45  |
| 6.  | Philadelphia Freedom                        |                                            |                                             | 5:20  |
| 7.  | Island Girl                                 |                                            | Rock of the Westies                         | 3:43  |
| 8.  | Grow Some Funk of Your Own                  | Elton John, Bernie Taupin, Davey Johnstone | Rock of the Westies                         | 4:16  |
| 9.  | Bennie and the Jets                         |                                            | Goodbye Yellow Brick Road                   | 5:11  |
| 10. | Pinball Wizard                              | Pete Townshend                             | Tommy (soundtrack)                          | 5:11  |

Nordamerikanska version
| Nr  | Titel                                       | Kompositör                                 | Album                                       | Längd |
| --- | ------------------------------------------- | ------------------------------------------ | ------------------------------------------- | ----- |
| 1.  | The Bitch Is Back                           |                                            | Caribou                                     | 3:39  |
| 2.  | Lucy in the Sky with Diamonds               | John Lennon, Paul McCartney                |                                             | 5:58  |
| 3.  | Sorry Seems to Be the Hardest Word          |                                            | Blue Moves                                  | 3:43  |
| 4.  | Don't Go Breaking My Heart (feat. Kiki Dee) | Ann Orson, Carte Blanche                   |                                             | 4:23  |
| 5.  | Someone Saved My Life Tonight               |                                            | Captain Fantastic and the Brown Dirt Cowboy | 6:45  |
| 6.  | Philadelphia Freedom                        |                                            |                                             | 5:20  |
| 7.  | Island Girl                                 |                                            | Rock of the Westies                         | 3:43  |
| 8.  | Grow Some Funk of Your Own                  | Elton John, Bernie Taupin, Davey Johnstone | Rock of the Westies                         | 4:16  |
| 9.  | Levon                                       |                                            | Madman Across the Water                     | 5:21  |
| 10. | Pinball Wizard                              | Pete Townshend                             | Tommy (soundtrack)                          | 5:11  |

Polydor-nyutgåva från 1992
| Nr  | Titel                                            | Kompositör                                 | Album                                       | Längd |
| --- | ------------------------------------------------ | ------------------------------------------ | ------------------------------------------- | ----- |
| 1.  | The Bitch Is Back                                |                                            | Caribou                                     | 3:39  |
| 2.  | Lucy in the Sky with Diamonds                    | John Lennon, Paul McCartney                |                                             | 5:58  |
| 3.  | Tiny Dancer                                      |                                            | Madman Across the Water                     | 6:15  |
| 4.  | I Feel Like a Bullet (In the Gun of Robert Ford) |                                            | Rock of the Westies                         | 5:28  |
| 5.  | Someone Saved My Life Tonight                    |                                            | Captain Fantastic and the Brown Dirt Cowboy | 6:45  |
| 6.  | Philadelphia Freedom                             |                                            |                                             | 5:20  |
| 7.  | Island Girl                                      |                                            | Rock of the Westies                         | 3:43  |
| 8.  | Grow Some Funk of Your Own                       | Elton John, Bernie Taupin, Davey Johnstone | Rock of the Westies                         | 4:16  |
| 9.  | Levon                                            |                                            | Madman Across the Water                     | 5:21  |
| 10. | Pinball Wizard                                   | Pete Townshend                             | Tommy (soundtrack)                          | 5:11  |